# Гаррінгтон-Парк (Нью-Джерсі)
Гаррінгтон-Парк (англ. Harrington Park) — місто (англ. borough) в США, в окрузі Берген штату Нью-Джерсі. Населення — 4741 особа (2020).

## Географія
Гаррінгтон-Парк розташований за координатами 40°59′30″ пн. ш. 73°58′49″ зх. д. / 40.99167° пн. ш. 73.98028° зх. д. (40.991681, -73.980202).  За даними Бюро перепису населення США в 2010 році місто мало площу 5,33 км², з яких 4,74 км² — суходіл та 0,59 км² — водойми.

## Демографія
Згідно з переписом 2010 року, у селищі мешкали 4664 особи в 1592 домогосподарствах у складі 1328 родин. Було 1624 помешкання
Расовий склад населення:
| - 79,8 % — білих - 17,4 % — азіатів - 0,7 % — чорних або афроамериканців - 0,2 % — вихідців з тихоокеанських островів |

До двох чи більше рас належало 1,4 %. Частка іспаномовних становила 3,5 % від усіх жителів.
За віковим діапазоном населення розподілялося таким чином: 28,0 % — особи молодші 18 років, 57,1 % — особи у віці 18—64 років, 14,9 % — особи у віці 65 років та старші. Медіана віку мешканця становила 44,1 року. На 100 осіб жіночої статі у селищі припадало 93,6 чоловіків;  на 100 жінок у віці від 18 років та старших — 89,6 чоловіків також старших 18 років.
Середній дохід на одне домашнє господарство  становив 158 833 долари США (медіана — 128 088), а середній дохід на одну сім'ю — 180 886 доларів (медіана — 145 417). Медіана доходів становила 105 922 долари для чоловіків та 74 688 доларів для жінок. За межею бідності перебувало 4,9 % осіб, у тому числі 4,4 % дітей у віці до 18 років та 10,7 % осіб у віці 65 років та старших.
Цивільне працевлаштоване населення становило 2160 осіб. Основні галузі зайнятості: освіта, охорона здоров'я та соціальна допомога — 23,0 %, науковці, спеціалісти, менеджери — 12,3 %, фінанси, страхування та нерухомість — 12,1 %.